# Liberati (album)
Liberati è il terzo album dei Krikka Reggae uscito nel 2011. Questo disco annovera la partecipazione di Roy Paci, Bunna (degli Africa Unite), Nando Popu (dei Sud Sound System), Mama Marjas, Macro Marco, Franziska, Rankin' Lele & Papa Leu, Hubu e Tonico 70.

## Tracce
1. Ho Solo Occhi Per Te (ft Roy Paci, Bunna ,Nando Popu)
2. Vanità
3. Quand N'Vuò (ft Erba pipa)
4. A'Skol (ft Little Vincenzo)
5. Liberati Dai Limiti
6. Sound E Cultur (ft Tonico 70, Giuan U'roots)
7. Buscià (ft Macro Marco)
8. Universal Love (ft Mama marjas)
9. Non Vedo Pace (ft Franziska - Terrorist riddim)
10. U'Mar Kiù Chiar
11. Lo Critichi (ft Rankin lele, Papaleu)
12. Children's Eyes
13. La Verità (ft Franziska - Footsteps riddim)
14. Violenza Economica